# アイ (聖書)

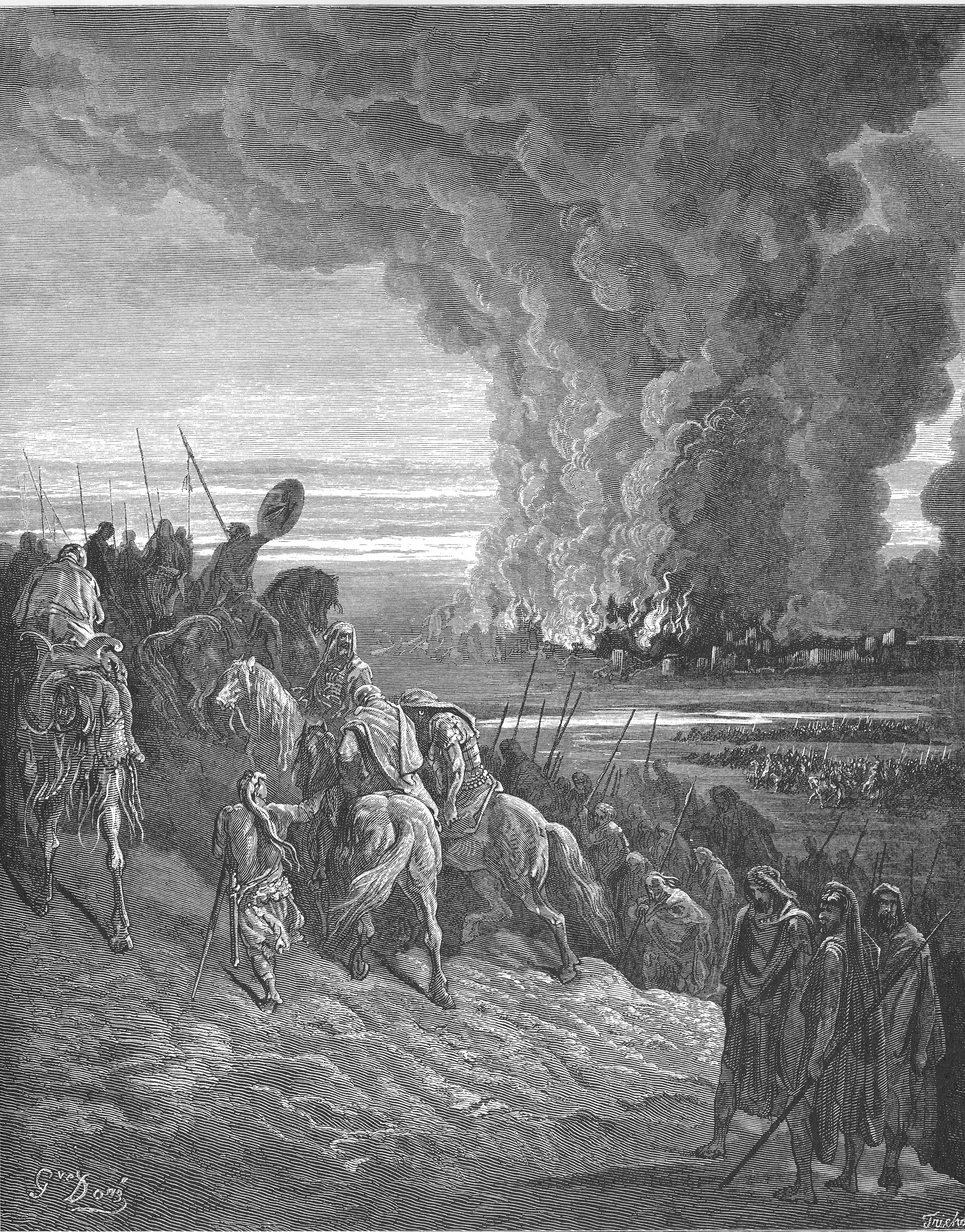
アイの町を焼き払うヨシュア

アイ（ヘブライ語: העי）は旧約聖書に登場するベテルの東にあった、カナン人の町である。アイはベテルと対になって登場することが多い。アイとベテルはその間にある山によってつながれて一続きになっていたと考えられる。ウィリアム・オルブライトは「ふたごの町」と呼んだ。
ヨシュア記における、ヨシュアのカナン征服の時は人口が12000人であった。ヨシュアはカナン侵攻後にエリコの次にアイを攻撃したが、アカンの罪とイスラエルの民に生じた思い上がりのためにアイ攻略に失敗した。
アカンの罪を取り除いた後に、身を清めて、神の命令によって再度のアイ攻略を試みて成功し、王以下住民は皆殺しにされた（聖絶）。
時系列としてはエリコ大虐殺の直後である。なお、これはエリコ大虐殺と同様、現在の聖書考古学上では史実と考えられてはいない。

## 場所

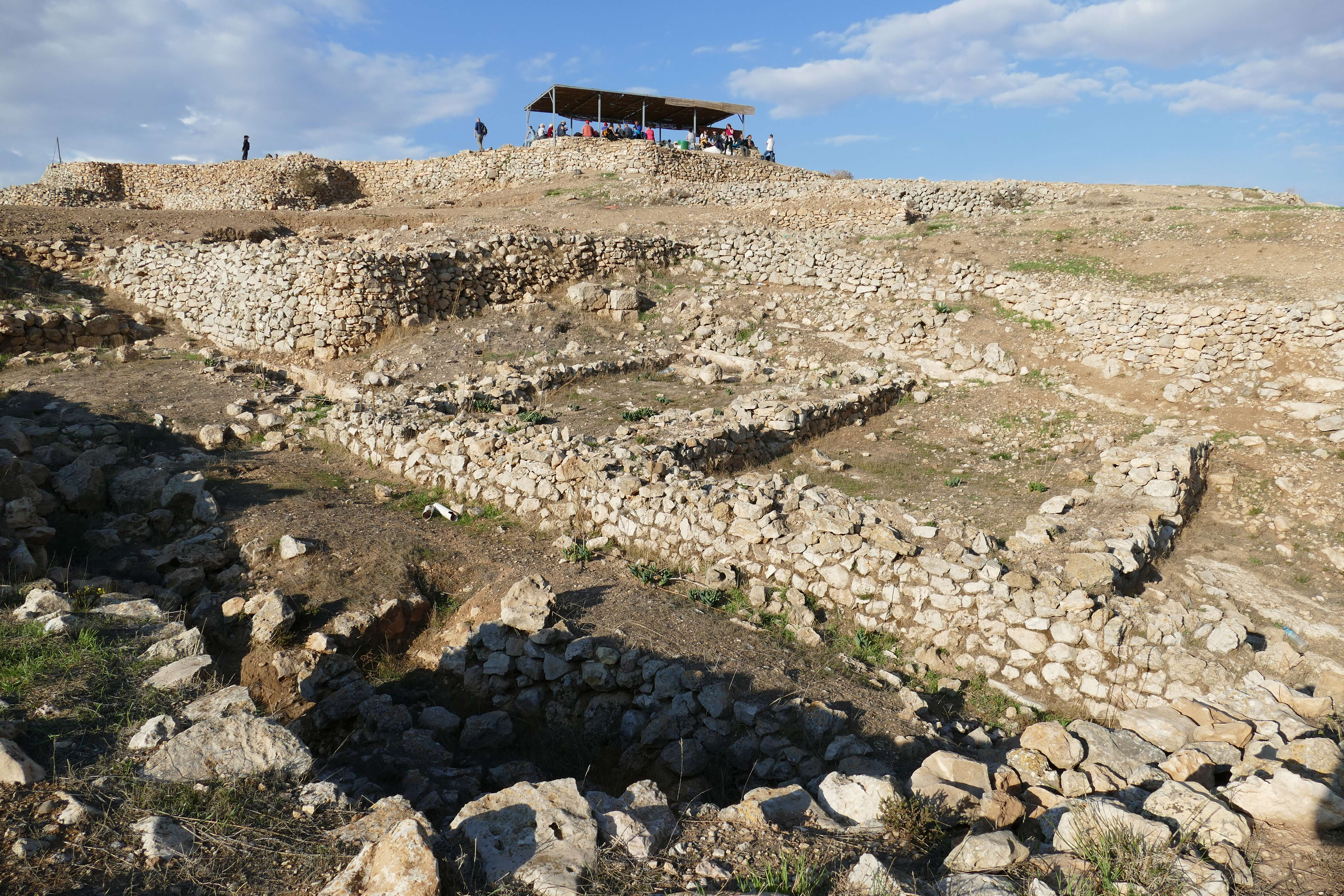
エト・テル遺跡

1938年にロビンソンが、現代のヨルダン川西岸地区のベイティンの東3kmにあるエト・テル（Et-Tell）であると提唱して以来、学者により広く受け入れられてきた。さらに、ウィリアム・オルブライトの発掘によってもそれが確証された。